# 236728 Leandri
236728 Leandri è un asteroide della fascia principale. Scoperto nel 2007, presenta un'orbita caratterizzata da un semiasse maggiore pari a 3,1391546 UA e da un'eccentricità di 0,2139604, inclinata di 10,16069° rispetto all'eclittica.